# 二子塚 (福島市)
二子塚（ふたごづか）は、福島県福島市の大字である。郵便番号は960-2263。

## 地理
福島市西部の吾妻地域に属し、地区中部に位置する。北で町庭坂と、北から東にかけ上野寺と、下野寺と、南で桜本と、西で在庭坂とそれぞれ隣接する。概ね市町村制施行以前の旧信夫郡二子塚村域にあたる。福島盆地西部、須川と天戸川の合流部に挟まれた平野部であり、田畑や果樹園が広がる。主に東西に横断する福島県道70号福島吾妻裏磐梯線沿いに民家や商店等が立地する。上町に所在する福島警察署及び上野寺に所在する福島消防署西出張所がそれぞれ管轄にあたる。

## 山
- 吾妻山
  - 一切経山

## 河川・湖沼
- 須川
  - 天戸川

### 主な字
- 愛宕前
- 天戸端
- 天戸前
- 阿弥陀前
- 稲荷前
- 内出
- 内出前
- 江下
- 江下前
- 越後原
- 大下
- 大谷地
- 上台新田
- 上屋敷
- 上谷地
- 萱場
- 川中島
- 川原
- 北原
- 北谷地

- 五升路
- 小塚
- 篠塚
- 清水端
- 庄司
- 新田
- 須川端
- 須川前
- 堰下
- 段ノ腰
- 鶴沼
- 中島
- 中条
- 中原
- 中谷地
- 中谷地前
- 縫ノ妻
- 沼北
- 沼南
- 呑江

- 原畑
- 針下駄
- 前林
- 曲谷地
- 道北
- 道下
- 道南
- 三津古屋
- 南越後原
- 南田
- 南中谷地
- 南谷地
- 明神前
- 森合
- 森後
- 森脇
- 谷地添
- 葭古屋

## 歴史
- 1889年（明治22年）4月1日 - 町村制の施行により信夫郡庭塚村が発足。旧二子塚村域は庭塚村の大字となる。
- 1954年（昭和29年）3月31日 - 庭塚村が合併により大庭村となり、大庭村の大字となる。
- 1956年（昭和31年）9月30日 - 大庭村が合併により吾妻村となり、吾妻村の大字となる。（1962年（昭和37年）11月1日に町制施行し吾妻町となる。）
- 1968年（昭和43年）10月1日 - 吾妻町が福島市に編入され、福島市の大字となる。

## 世帯数と人口
2022年（令和4年）6月30日現在の世帯数と人口は以下の通りである。
| 大字   | 世帯数  | 人口  |
| ------ | ------- | ----- |
| 二子塚 | 156世帯 | 354人 |

## 小・中学校の学区
市立小・中学校に通う場合、学区は以下の通りとなる。
| 番地 | 小学校             | 中学校             |
| ---- | ------------------ | ------------------ |
| 全域 | 福島市立庭塚小学校 | 福島市立吾妻中学校 |

## 交通

### 道路
- 福島県道5号上名倉飯坂伊達線
  - 須川橋（須川）
- 福島県道70号福島吾妻裏磐梯線
  - 二子塚橋（天戸川）
- 福島市道阿弥陀前呑江線
  - 大庭橋（天戸川）

### バス
福島交通路線バス
- （福島駅・大原綜合病院方面） - 二子塚 - 篠塚 - 中谷地 - （上姥堂・高湯温泉方面）
  - 上姥堂
  - 高湯温泉

## 施設
- 庭塚郵便局
- 鶴の恩返し伝承の池